# ایر پروداکتز اند کمیکالز
شرکت ایر پروداکتز اند کمیکالز (به انگلیسی: Air Products and Chemicals، Inc) یک شرکت بین‌المللی آمریکایی است که عمده فعالیت آن فروش گازها و مواد شیمیایی برای مصارف صنعتی است. دفتر مرکزی محصولات ایر در آلن‌تاون، پنسیلوانیا در ایالات متحده قرار دارد. مدیرعامل و رئیس فعلی شرکت ایر پروداکتز سیفی قاسمی (Seifi Ghasemi) است. 